# Franjo Dugan
Franjo Dugan (* 11. September 1874 in Krapina, Österreich-Ungarn; † 12. Dezember 1948 in Zagreb, Jugoslawien) war ein jugoslawischer Komponist.
Dugan studierte Mathematik und Physik in Zagreb und dann an der Hochschule für Musik in Berlin. Nachdem er zunächst in Zagreb und Osijek unterrichtet hatte, wurde er Lehrer an der Musikakademie und Domorganist in Zagreb.
Neben einem Andante für Orchester komponierte er vier Streichquartette, eine Sonate für Violine und Klavier, Orgelstücke und Klaviermusik. Dugan inventarisierte die kroatischen Volkslieder und komponierte auf Grundlage dieser Volksweisen Klavierlieder und Chorwerke. Seine Chorlieder wurden wesentlicher Bestandteil des Repertoires kroatischer Gesangvereine.
Nach seinem Tod wurde er auf dem Mirogoj-Friedhof in Zagreb beigesetzt.